# Laophonte thoracica
Laophonte thoracica är en kräftdjursart som beskrevs av Boeck 1865. Laophonte thoracica ingår i släktet Laophonte och familjen Laophontidae. Arten är reproducerande i Sverige. Inga underarter finns listade i Catalogue of Life.